# Gravastar

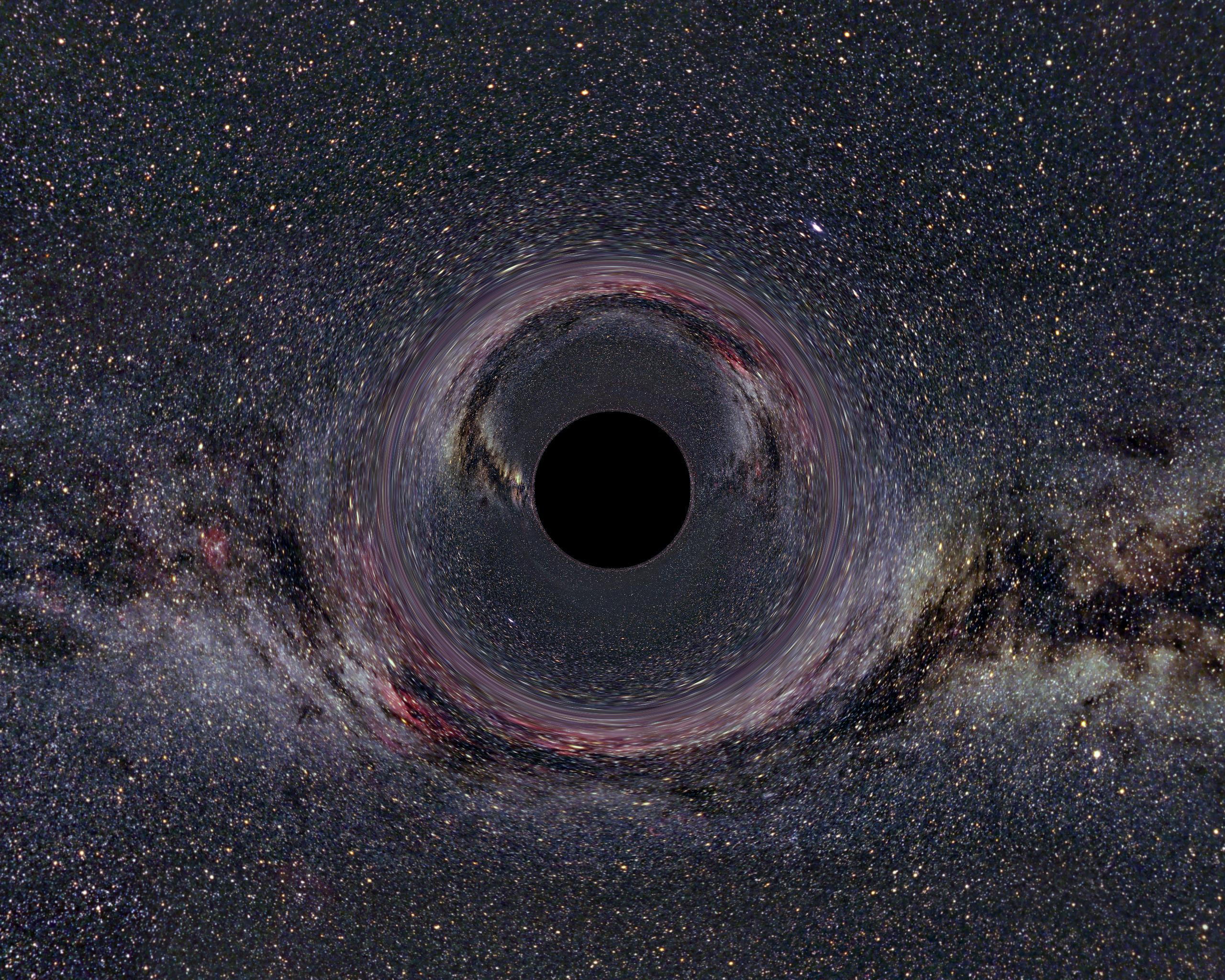
Immagine artistica di un buco nero: una gravastar esternamente pare del tutto simile ma, a differenza di un buco nero, al suo interno le forze repulsive le impedirebbero di implodere su se stessa.

In astrofisica, la teoria della gravastar è stata proposta da Pawel Mazur e Emil Mottola, come alternativa al modello dei buchi neri. Contro l'idea di una stella che collassa fino a divenire un oggetto di densità infinita, generando una singolarità nello spazio-tempo, la teoria delle gravastar afferma che, quando un oggetto va incontro a collasso gravitazionale, nella regione di spazio in cui si trova si determinerebbe una transizione di fase quantistica che argina il collasso definitivo. La stella si trasforma infine in una bolla sferica di vuoto carico di energia oscura o energia del vuoto. Questa bolla di vuoto denso d'energia è racchiusa da una crosta di materia iperdensa.

## Storia
Nel marzo del 2005, il fisico George Chapline al Lawrence Livermore National Laboratory in California ha affermato che la meccanica quantistica molto probabilmente non ammette buchi neri, che sono invece stelle di energia oscura. Queste stelle sono anche chiamate gravastar.

## Descrizione
La teoria è controversa fra gli astrofisici, poiché il modello delle gravastar richiede che si accetti una concezione alquanto speculativa di una teoria quantistica della gravità, e d'altro canto non presenta alcun vantaggio esplicativo rispetto al modello dei buchi neri. Inoltre, nessuna delle teorie che vogliano costituire una teoria quantistica della gravità implica effettivamente che lo spazio debba comportarsi come indicato da Mottola e Mazur.
Il nome gravastar è una semplice sigla, derivata dalle parole inglesi GRAvitational VAcuum STAR (stella di vuoto gravitazionale). Una traduzione italiana del termine potrebbe essere gravistella, in analogia con quasistella, che traduce l'altra sigla inglese quasar.
Mazur e Mottola hanno suggerito che le gravastar potrebbero fornire una soluzione ai paradossi relativi alla perdita di informazione nei buchi neri, e che potrebbero essere la causa dei lampi di raggi gamma. È opinione di molti che esistano modelli molto meno radicali e speculativi atti a risolvere i problemi teorici relativi alle due questioni qui prese in considerazione.
Vista dall'esterno, una gravastar sembra simile a un buco nero. È visibile solo grazie alle emissioni di radiazioni ad alta energia generate dal consumo di materia che eventualmente provenga dallo spazio nelle sue immediate vicinanze. Gli astronomi osservano di continuo in cielo i raggi x emessi dalla materia che i presunti buchi neri assorbono, e così ne scoprono la presenza. Una gravastar produce segnali identici.
All'interno di una gravastar, tuttavia, lo spazio-tempo si troverebbe in condizioni estreme, tali da produrre l'azione di una forza repulsiva (dal centro della stella verso la superficie) pari alla forza gravitazionale che tenderebbe di per sé a far implodere l'astro su se stesso, trasformandolo in un vero e proprio buco nero. Questa forza repulsiva è la manifestazione di quella stessa energia oscura la cui azione nello spazio interstellare distorce e sposta verso il rosso lo spettro delle supernovae lontane, e che tende a far espandere lo spazio-tempo molto più rapidamente di quanto le teorie del big bang prevedrebbero. La gravastar costituirebbe dunque la forma estrema dell'equilibrio dinamico, tipico di ogni stella, fra gravità e forze espansive. Intorno al vuoto che si genera nella gravastar, si troverebbe, come si è accennato, una bolla di materia densissima, una forma estrema di condensato di Bose-Einstein, nel quale tutta la materia (protoni, neutroni, elettroni), si converte in uno stato quantico, creando un super atomo.